# Johan Schedin
Johan Schedin, född 23 februari 1853 i Nora församling, Västmanlands län, död 26 oktober 1918 i Västerlövsta församling, Västmanlands län, var en svensk riksspelman och folkmusiker. Han deltog vid Riksspelmansstämman på Skansen 1910.

## Historik
Johan Schedin föddes 1853 på Hedkarlsbo i Nora socken. Han var son till folkmusikern Johan Schedin. Schedin började spela fiol vid 12 års ålder. Han lärde sig många melodier från sina föräldrar. Han deltog vid Spelmanstävling i Uppsala 1909 och vann förstapris i sampel med sin son John Erik Schedin som spelade klarinett. Han deltog vid Riksspelmansstämman på Skansen 1910.